# Passerelle Valmy
La passerelle Valmy est un pont situé à Charenton-le-Pont qui passe au-dessus du faisceau ferroviaire de la ligne de Paris-Lyon à Marseille-Saint-Charles. Cette passerelle ne doit pas être confondue avec la passerelle Valmy à La Défense, réalisée en 2011 par Dietmar Feichtinger.

## Accès
Elle joint la rue de Valmy à la rue de l’Entrepôt.

## Description
Une nouvelle passerelle est en projet ; elle aura une superficie d'un hectare, pour une largeur moyenne de vingt mètres, allant jusqu'à soixante mètres.

## Historique

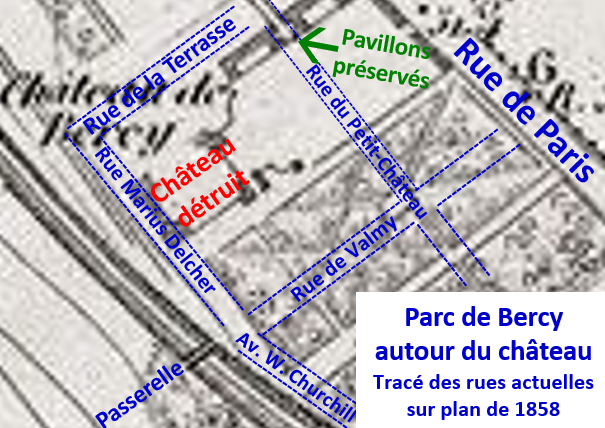
Première passerelle dans le parc de Bercy sur carte de 1858 avec les voies actuelles

Une première passerelle est établie en 1848 dans le parc du château de Bercy sur la tranchée de la voie ferrée dont la création créait une coupure à l'intérieur de cet espace privé.
En 1861, la partie du parc entre la route de Paris à Genève (actuelle rue de Paris) et la Seine est vendue par son propriétaire le Comte de Gabriel de Nicolaï pour 10 500 000 F à une société présidée par le duc de Morny pour établir des magasins généraux et des entrepôts de vins entre la voie ferrée et le quai de Bercy. 
Les terrains entre la voie ferrée et la rue de Paris inutilisés pour ces établissements sont lotis au cours de la période suivante et la rue du parc de Bercy (actuelle rue de Valmy) est tracée dans l'axe de la passerelle qui devient un passage public. Cette passerelle est détruite en 1869 lors de l'élargissement des installations ferroviaires, auparavant limitées à une ligne à 2 voies,  pour l'établissement d'une gare de marchandises (emplacement de l'actuel technicentre).  
Une nouvelle passerelle est inaugurée le 3 avril 1898, en présence des deux préfets du département, Justin de Selves et Charles Blanc.  Elle est prolongée au fur et à mesure de l'extension des garages du chemin de fer, aujourd'hui le technicentre Sud-Est Européen	.
Par la suite, elle sert de décor au film Jules et Jim, en 1961,, lorsque lance Catherine aux deux garçons : « Le terrain me parait excellent, je lance une course de vitesse, le premier qui arrive au bout de la passerelle ».
Une scène du film Le Samouraï, avec Alain Delon, y a été tournée en 1967.
Un ascenseur inauguré le 14 novembre 2019 est construit pour son accès à partir de la rue de l'Entrepôt,.